# ウォーカー・アート・ギャラリー
ウォーカー・アート・ギャラリー (The Walker Art Gallery) はイギリス・リヴァプールにある美術館。ロンドン以外ではイングランド最大の美術館で、「北のナショナル・ギャラリー」とも呼ばれる。1877年に設立され、ウィリアム・ブラウン・ストリートにあるが、この通りは博物館・美術館・図書館しかない。

## コレクション
レンブラント、ニコラ・プッサン、ドガなどの作品を収蔵している。またヴィクトリア朝の画家の作品、前ラファエル派の作品や、彫刻などもある。
20世紀の芸術家ではルシアン・フロイド、デイヴィッド・ホックニー、ギルバート&ジョージなどを収蔵している。また二年に一度開催されるリバプール・バイエニアル（リバプール・ビエンナーレ）の会場ともなる。

コレクション
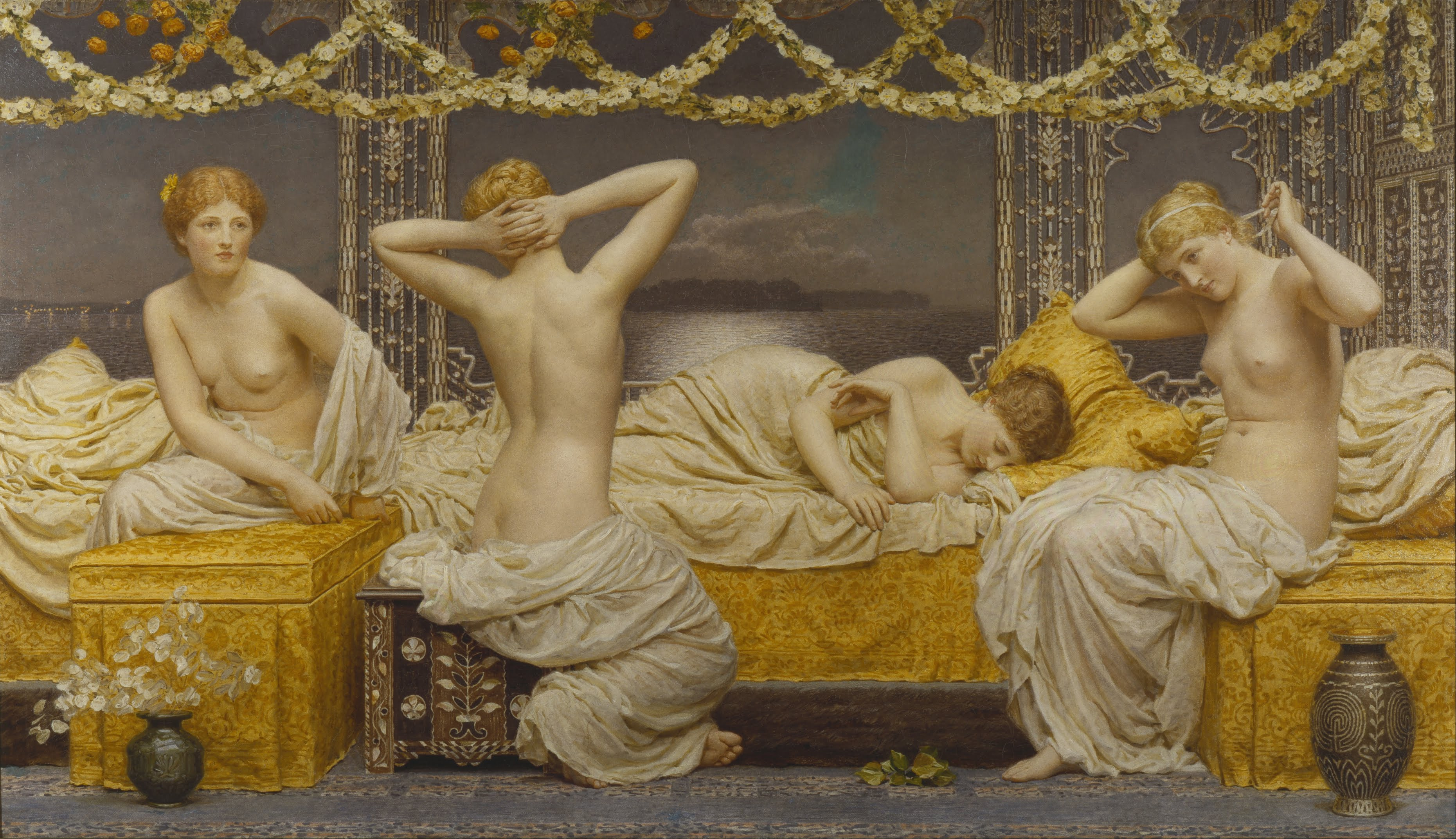
アルバート・ジョセフ・ムーア - A Summer Night
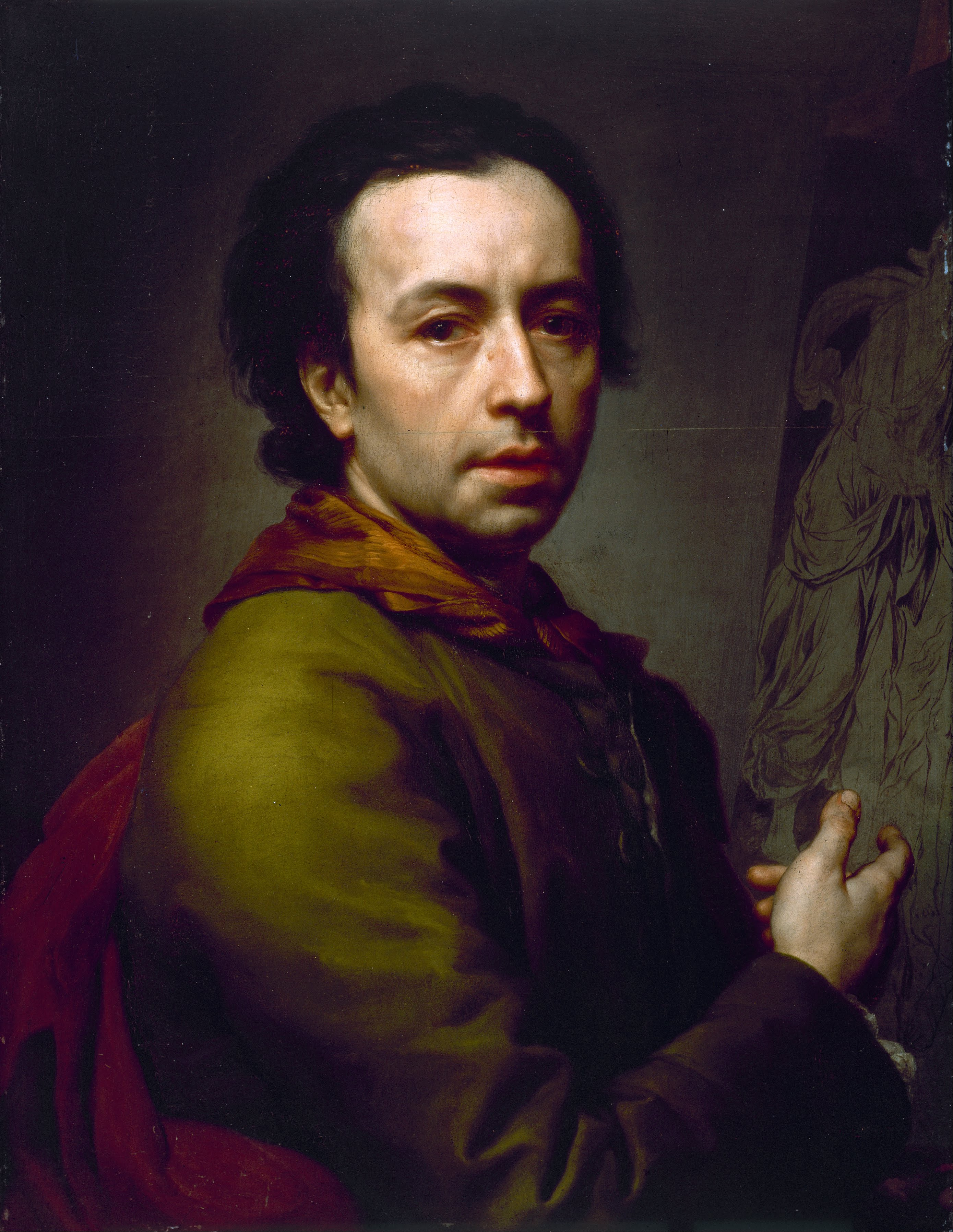
アントン・ラファエル・メングス - Self Portrait
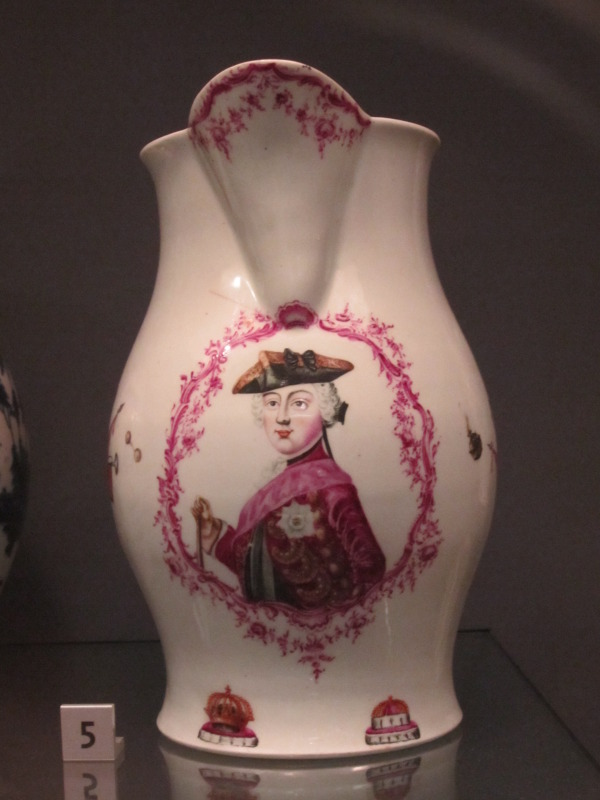
フリードリヒ2世を描いた水差し
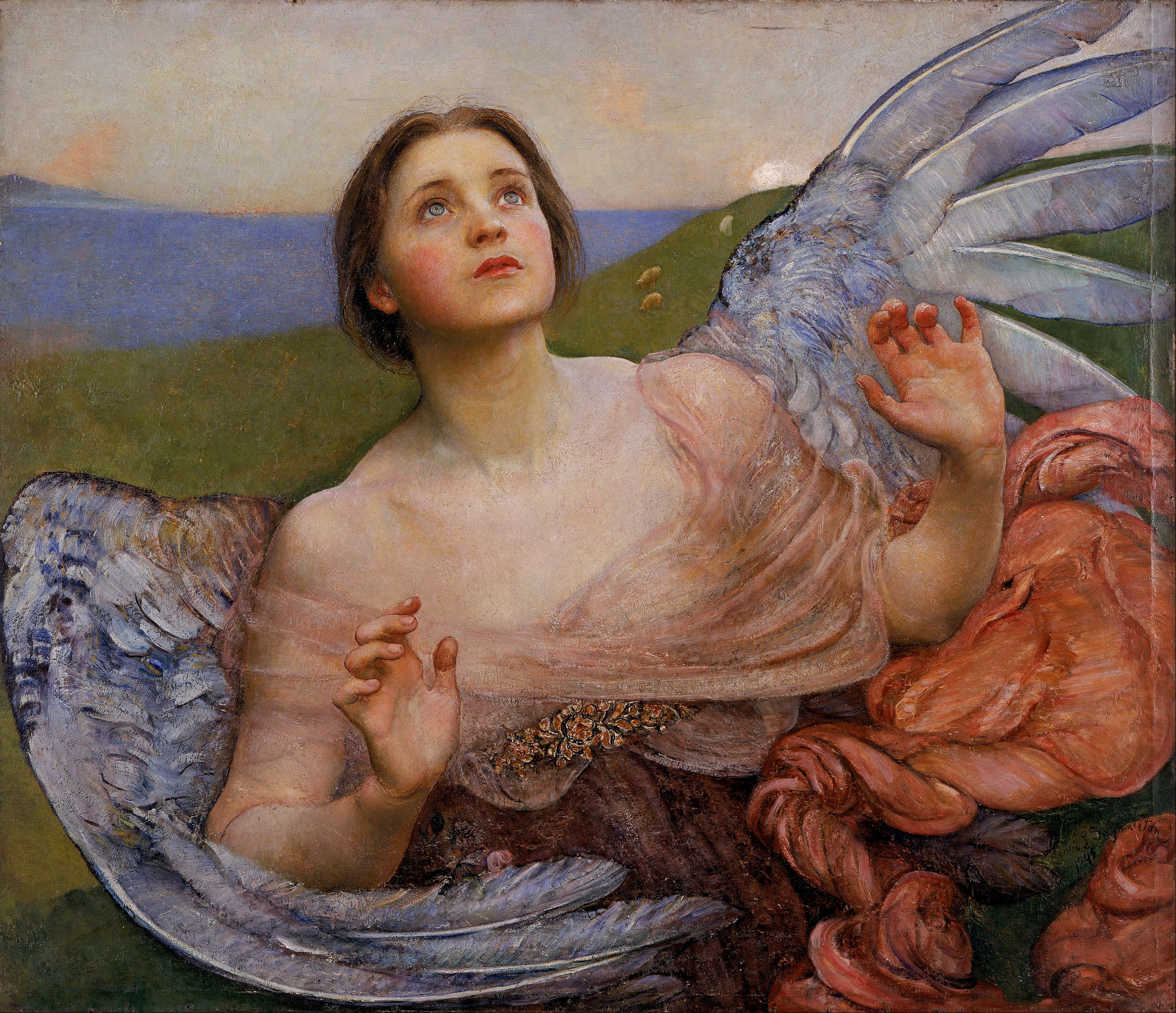
アニー・ルイザ・スウィンナートン (née Robinson) - The Sense of Sight
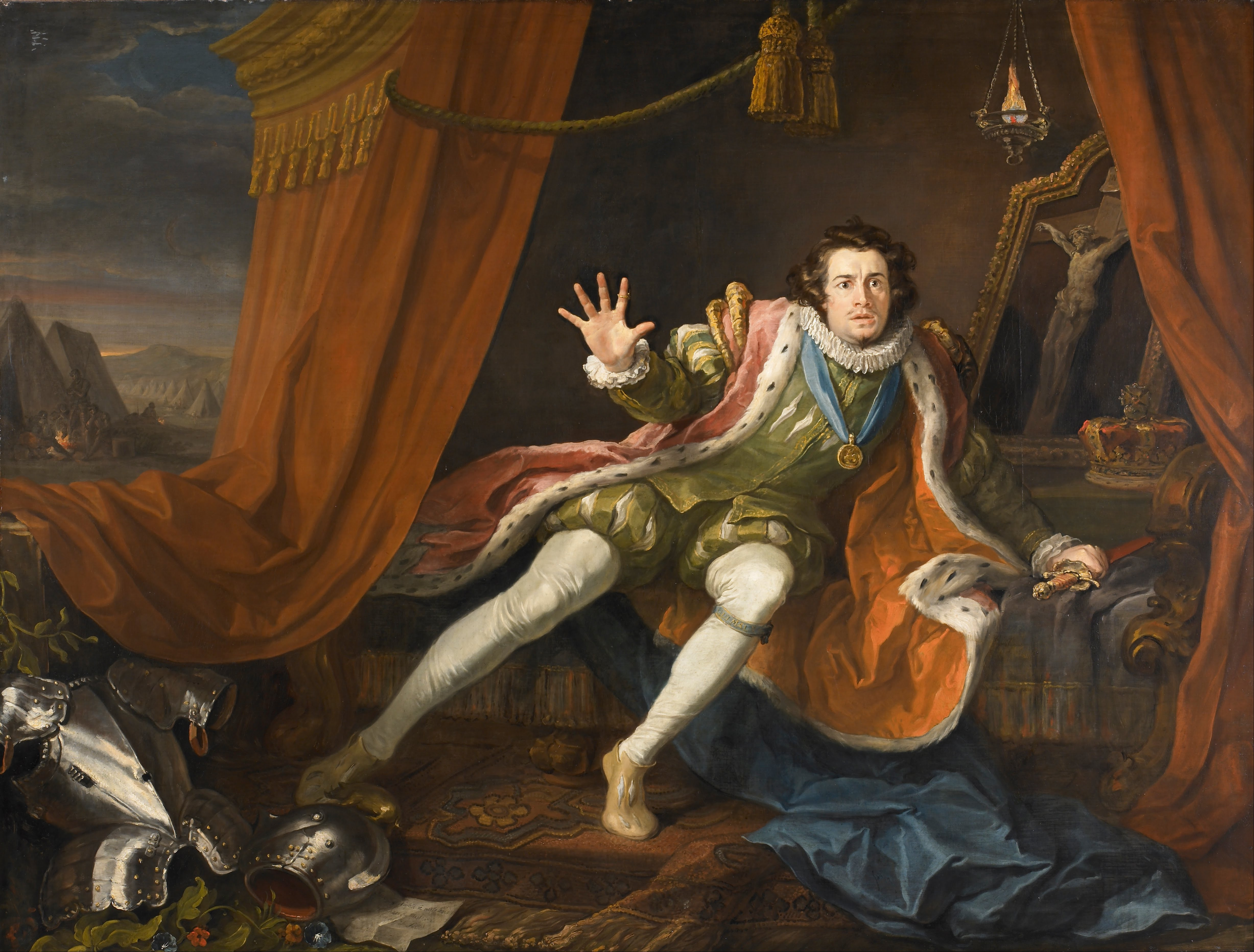
ウィリアム・ホガース - David Garrick as Richard III
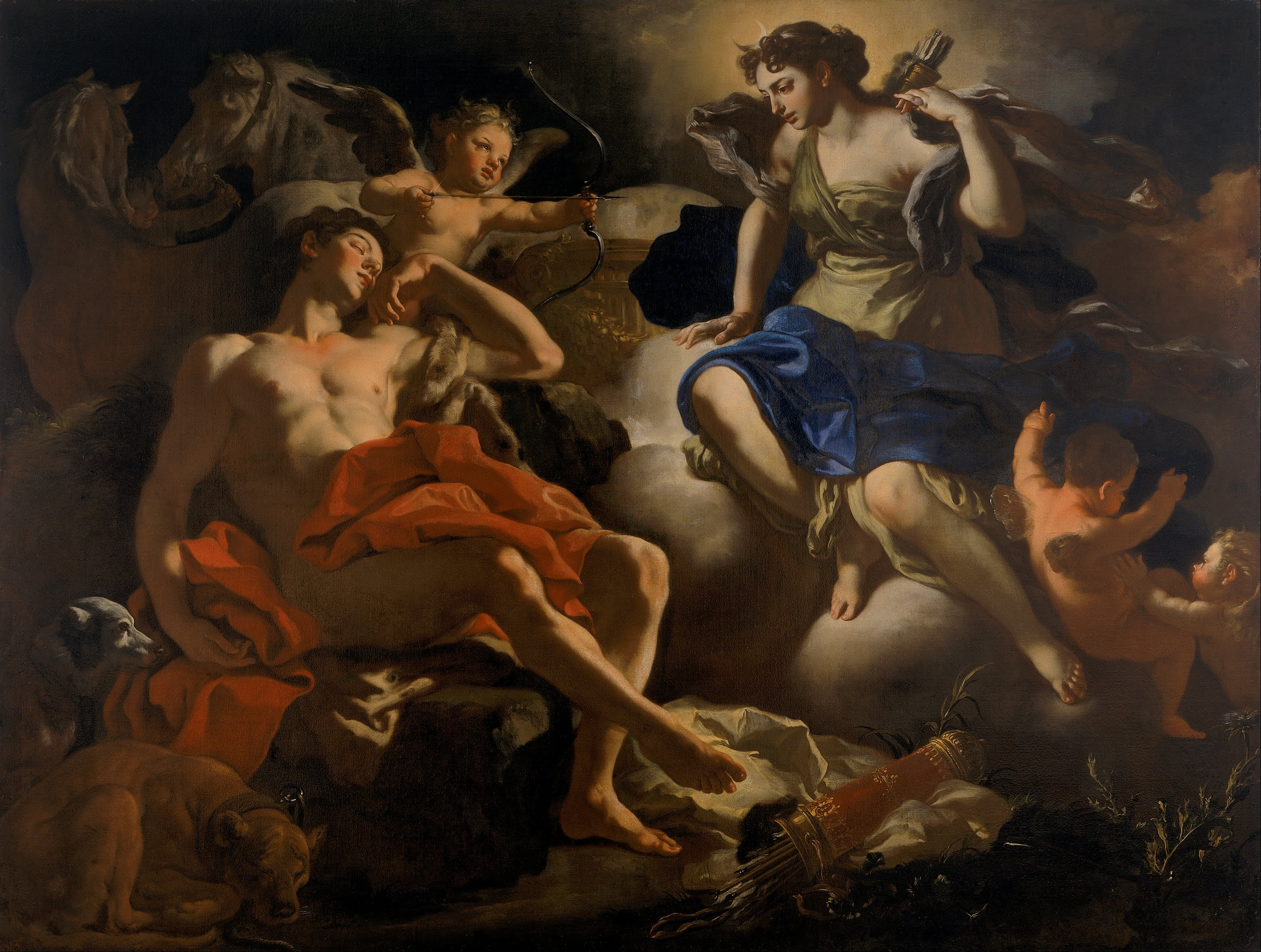
フランチェスコ・ソリメーナ - Diana and Endymion
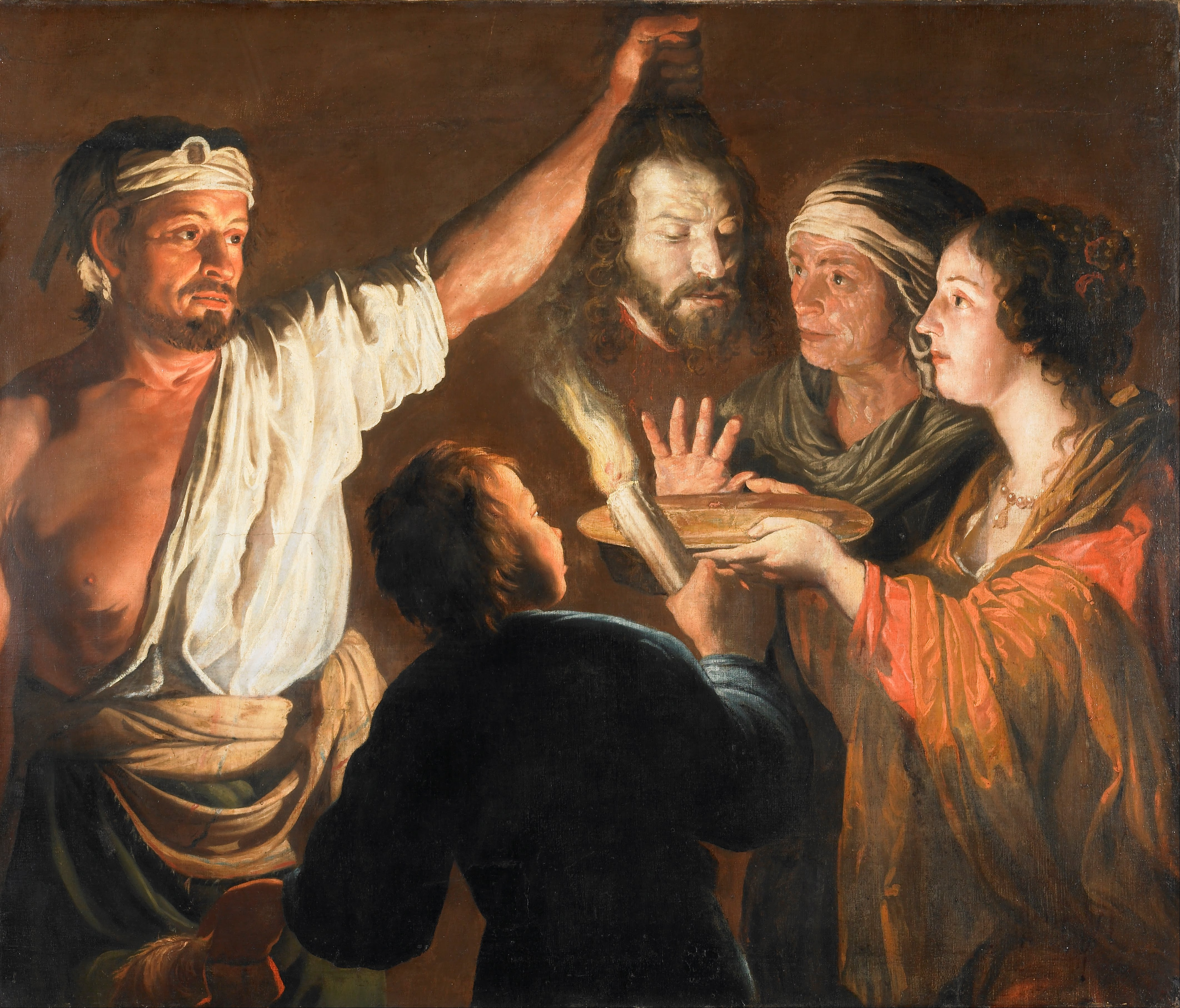
ウィリアム・ドブソン - The Executioner with the Head of John the Baptist
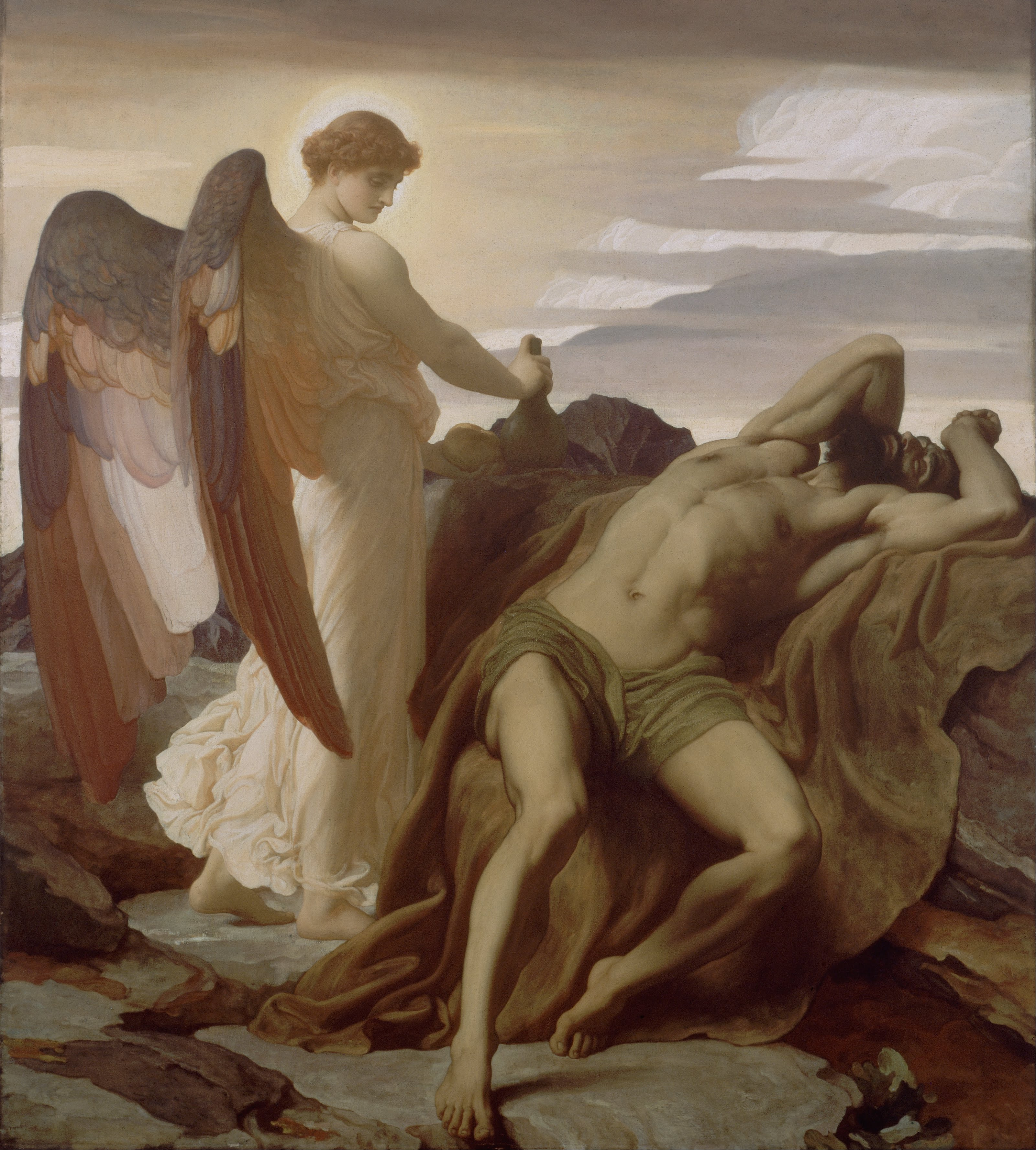
フレデリック・レイトン - Elijah in the Wilderness
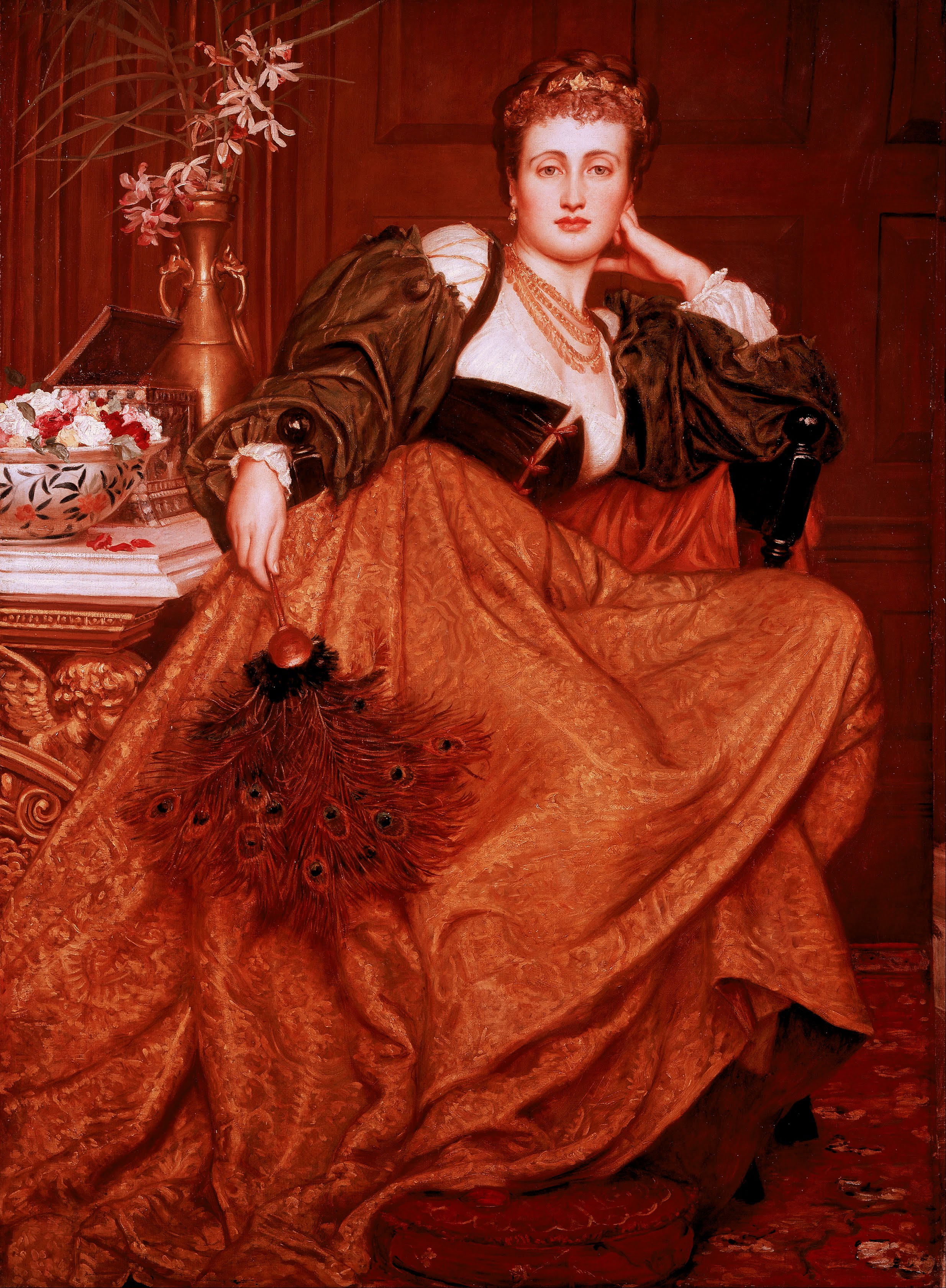
ヴァレンタイン・キャメロン・プリンセプ - Leonora of Mantua
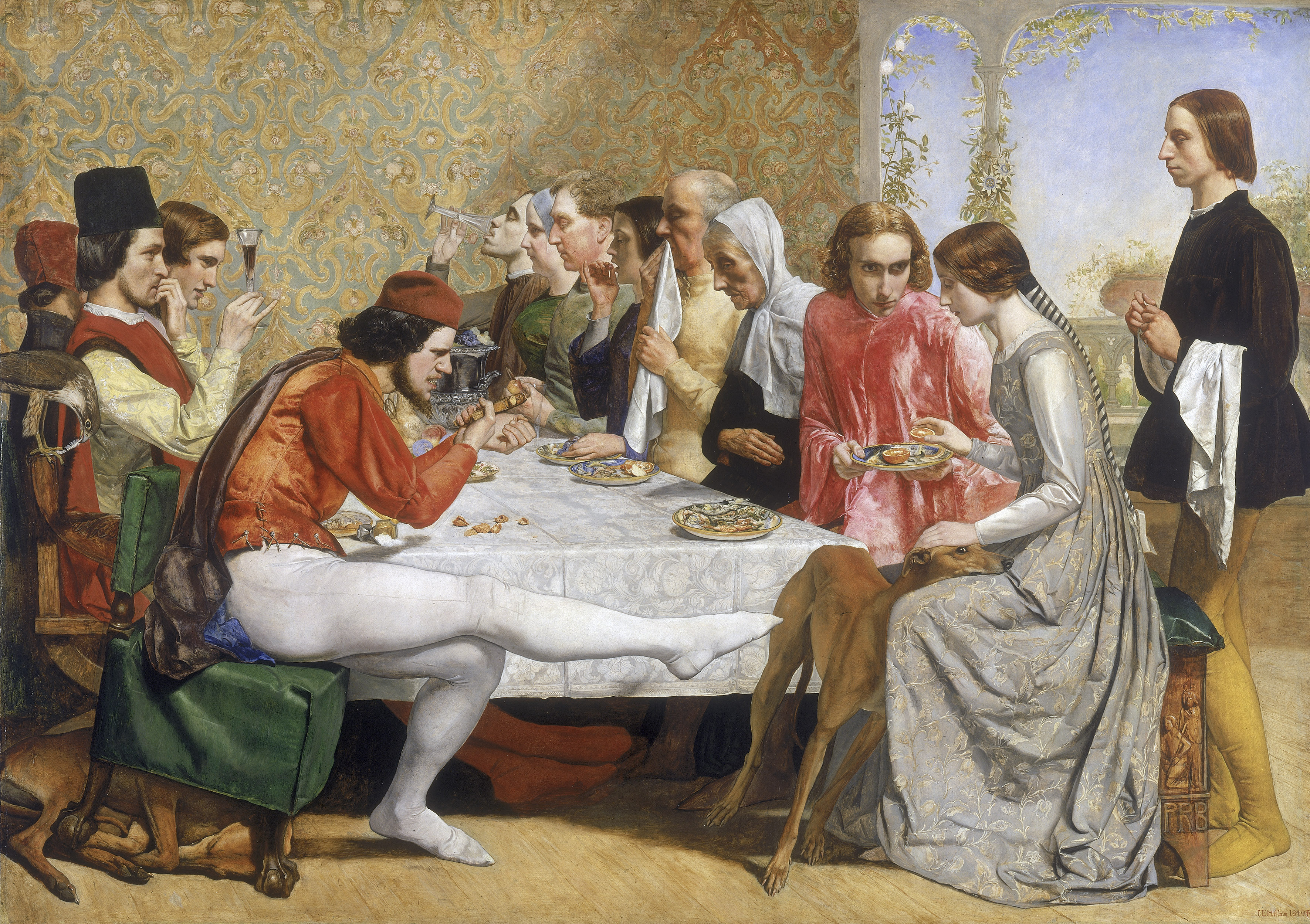
ジョン・エヴァレット・ミレー - Isabella
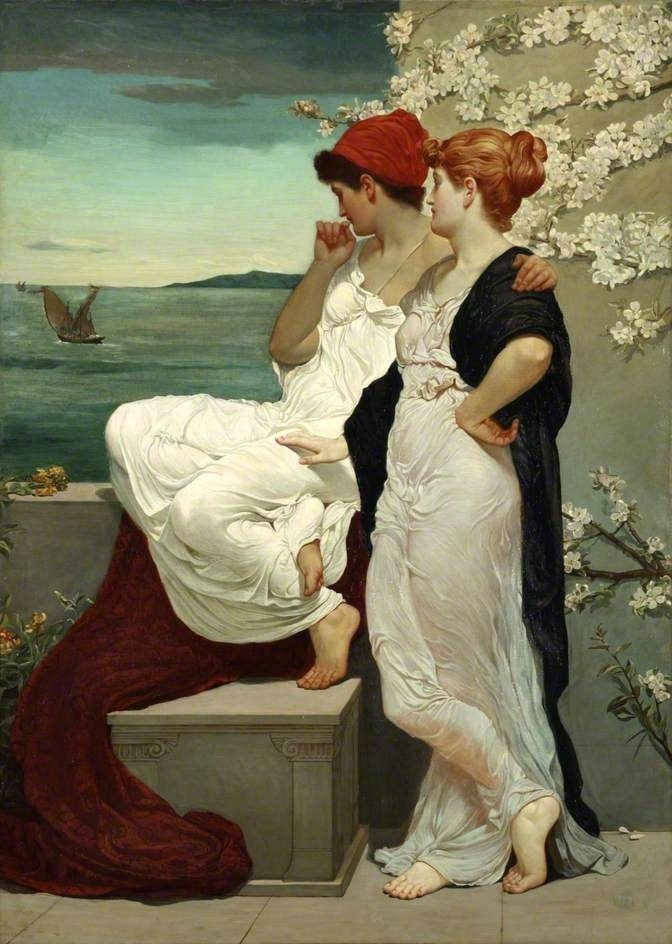
ロバート・ファウラー - Women of Phoenicia
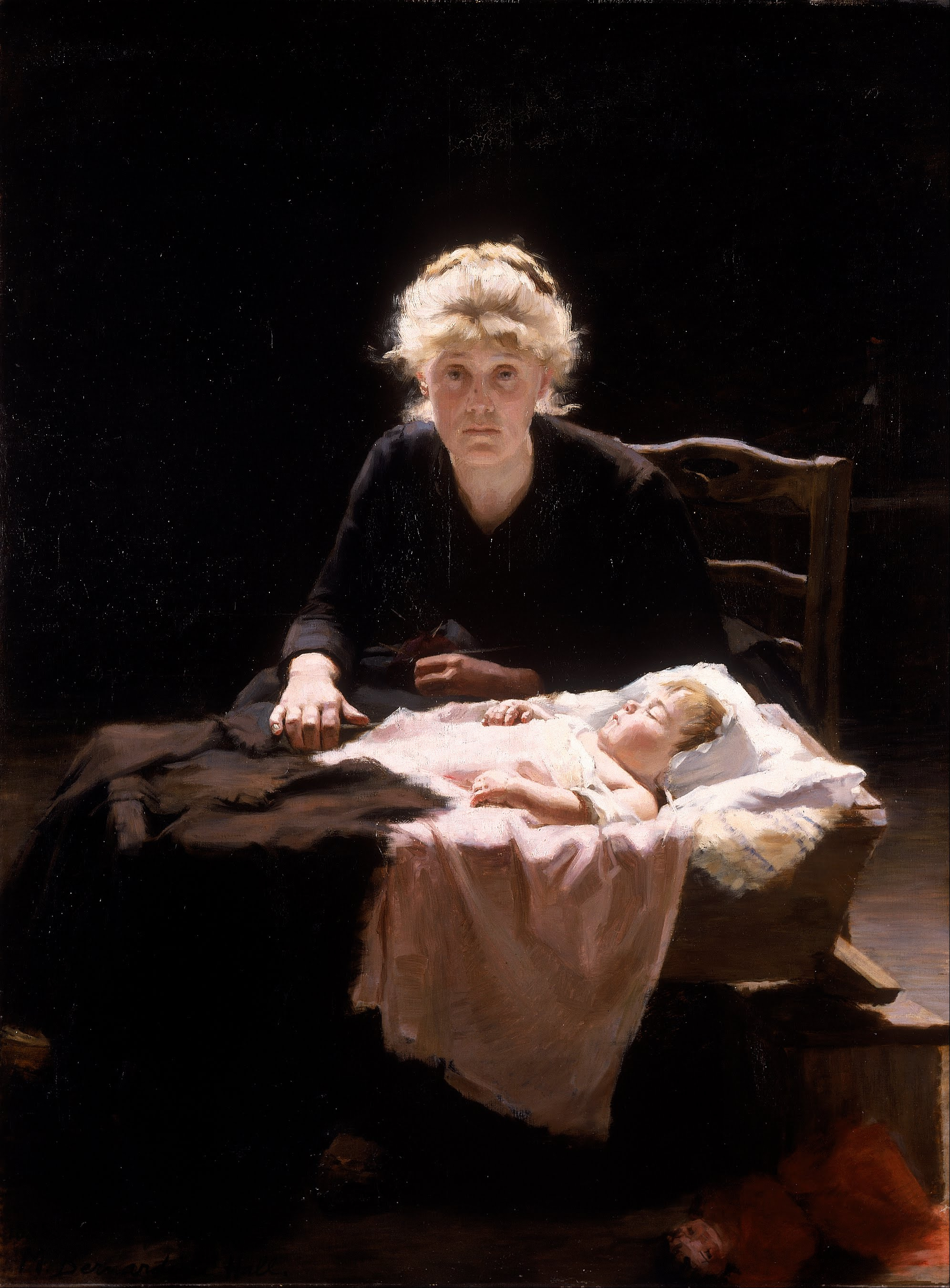
マーガレット・バーナディーン・ホール - Fantine
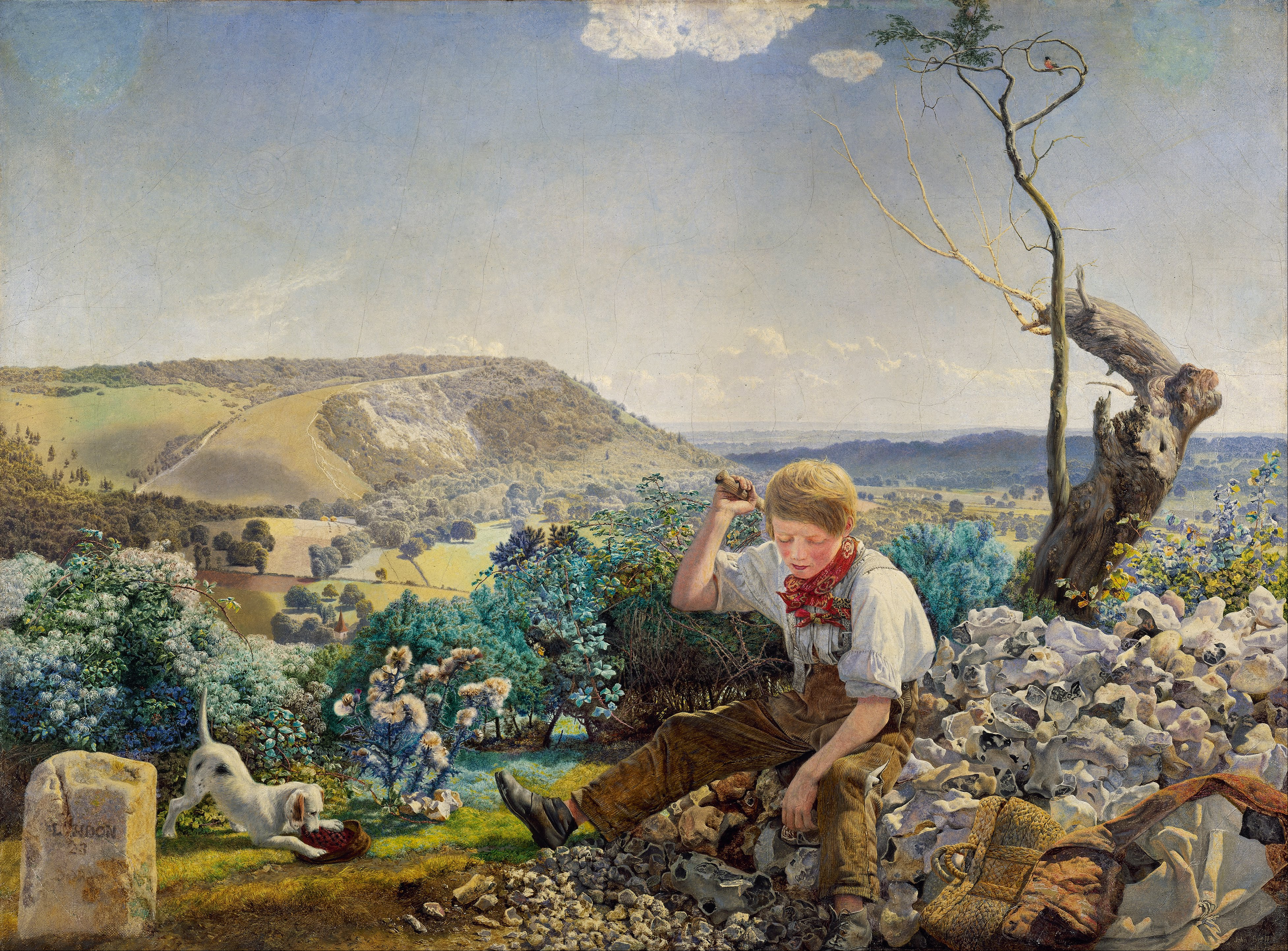
ジョン・ブレット - 「石割人夫(The Stonebreaker)」
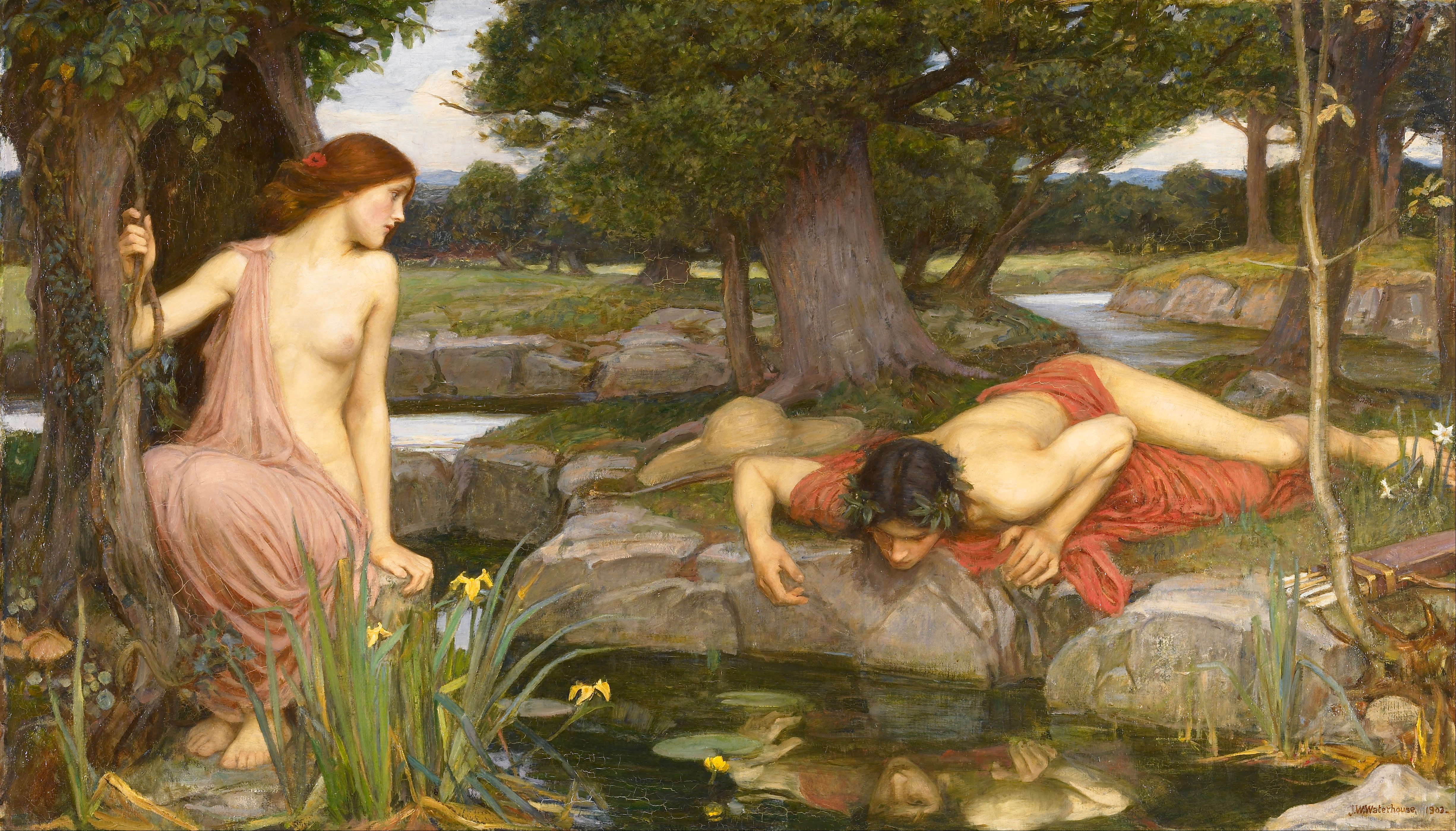
ジョン・ウィリアム・ウォーターハウス - Echo and Narcissus
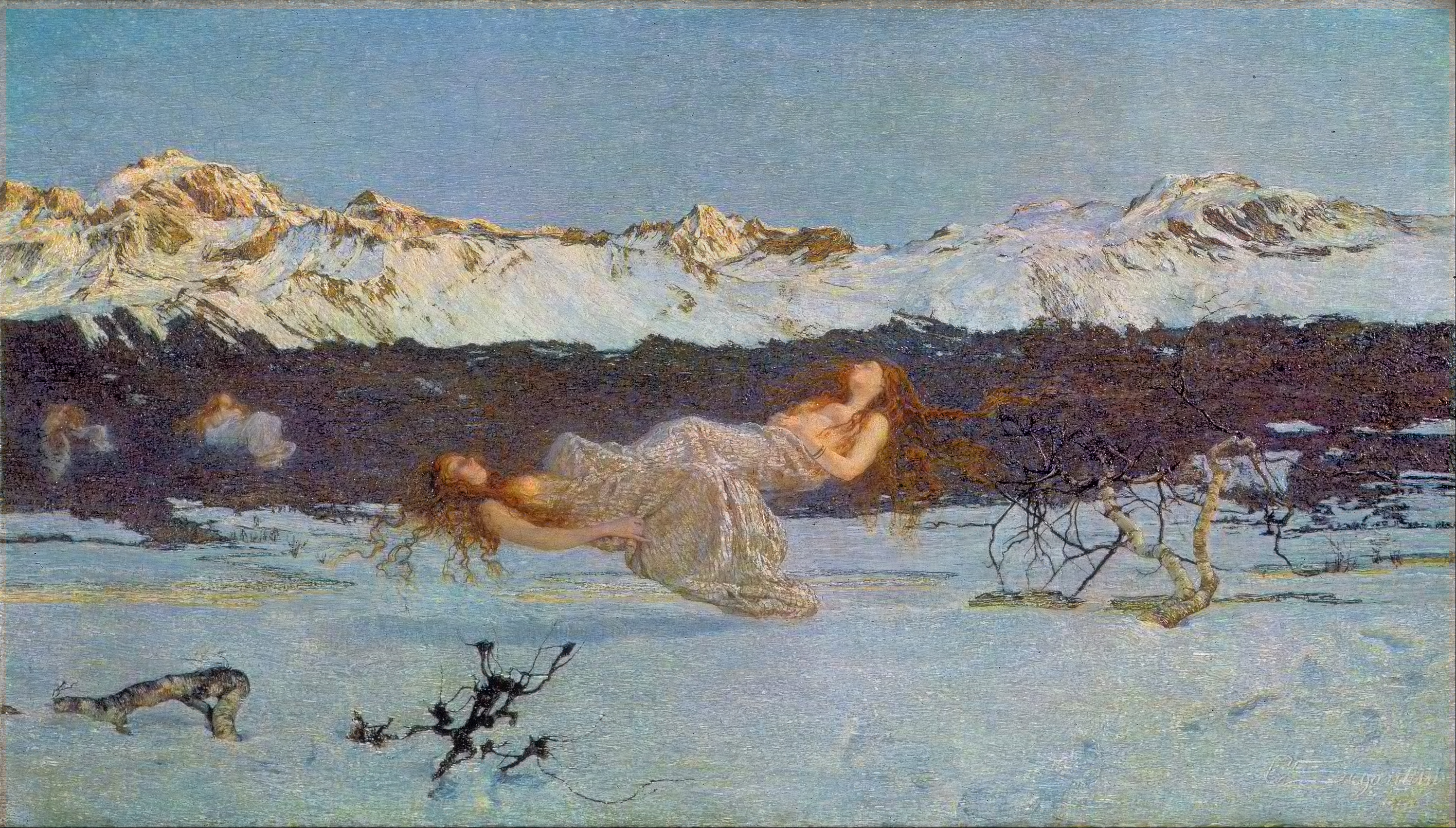
ジョヴァンニ・セガンティーニ - The Punishment of Lust